# Nova Vodolaha
Nova Vodolaha (en ukrainien : Нова Водолага) est une commune urbaine de l'oblast de Kharkiv, en Ukraine. Elle compte 10 633 habitants en 2021.

## Géographie
La commune urbaine de Nova Vodolaha est assise à cheval sur la rivière Vilkhuvatka, affluente de la rivière Mja, puis du Donets, dans le bassin hydrographique du fleuve Don. Elle se trouve à 40 kilomètres au sud-ouest de la ville de Kharkiv.